# PPSh-41
PPSh-41 (Pistolet-Pulemyot Shpagina obrazet 1941 - Súng tiểu liên của Shpagin kiểu năm 1941) là súng tiểu liên tiêu chuẩn của Hồng Quân trong Thế chiến thứ hai. Súng do kỹ sư Georgy S. Shpagin thiết kế vào năm 1941 và được chấp nhận trang bị từ tháng 12/1941. Đây chính là phiên bản đơn giản và tối ưu hóa của súng tiểu liên PPD-40 do kỹ sư Vasily A. Degtyaryov thiết kế.
PPSh-41 có thiết kế blowback, sử dụng đạn 7.62×25mm Tokarev. PPSh-41 được thiết kế nhằm đáp ứng được các tiêu chí như: dễ sử dụng, dễ sản xuất, giá thành rẻ, độ bền cao,... mà khẩu PPD-40 chưa đáp ứng được. Với hơn 6 triệu khẩu được chế tạo, PPSh-41 là loại súng tiểu liên được sản xuất nhiều nhất và cũng được công nhận là loại súng tiểu liên tốt nhất Chiến tranh thế giới thứ hai, và là biểu tượng của lính Hồng quân trong cuộc Chiến tranh Vệ quốc Vĩ đại.
Liên Xô dừng sản xuất loại súng này vào năm 1947 vì họ đã có súng trường tấn công tự động Kalashnikov (AK-47) của nhà thiết kế vũ khí Mikhail Timofeyevich Kalashnikov làm trang bị tiêu chuẩn mới cho quân đội. Từ sau năm 1948, Liên Xô tiến hành cấp giấy phép, chuyển giao công nghệ cũng như máy móc để sản xuất PPSh-41 lại cho Cộng hòa Dân chủ Nhân dân Triều Tiên, Trung Quốc, Việt Nam và một số nước xã hội chủ nghĩa khác, nên đã có thêm hàng trăm nghìn khẩu PPSh-41 được sản xuất bên ngoài lãnh thổ Liên Xô sau chiến tranh.

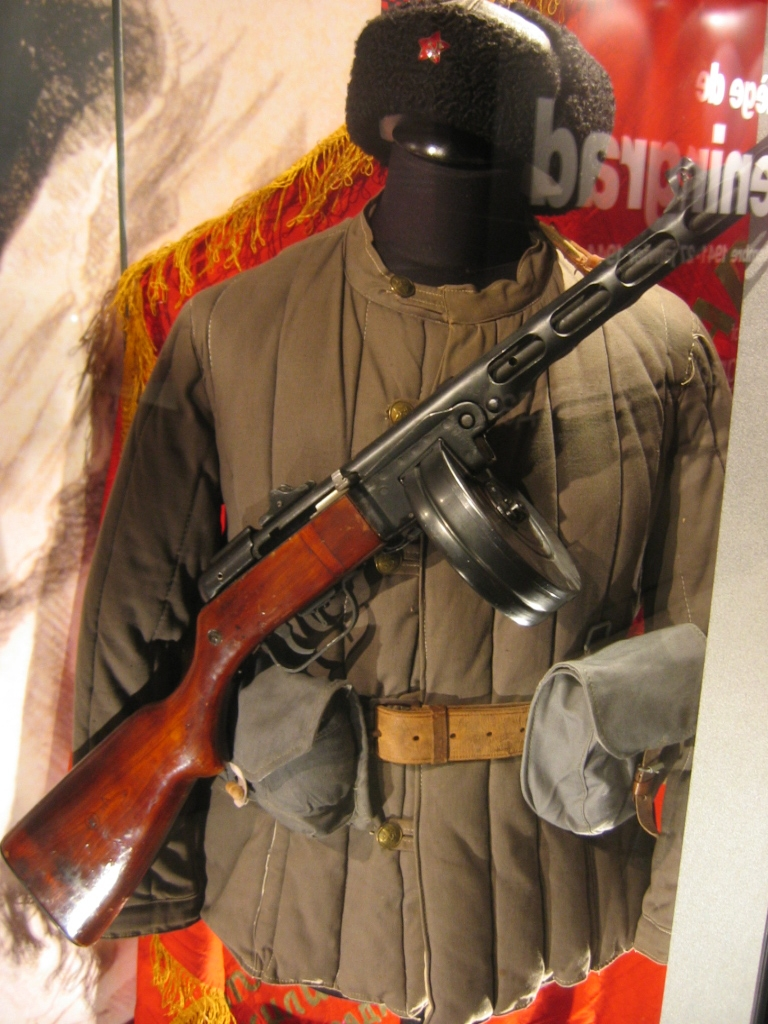
PPSh-41 được trưng bày trong một viện bảo tàng ở Nga.

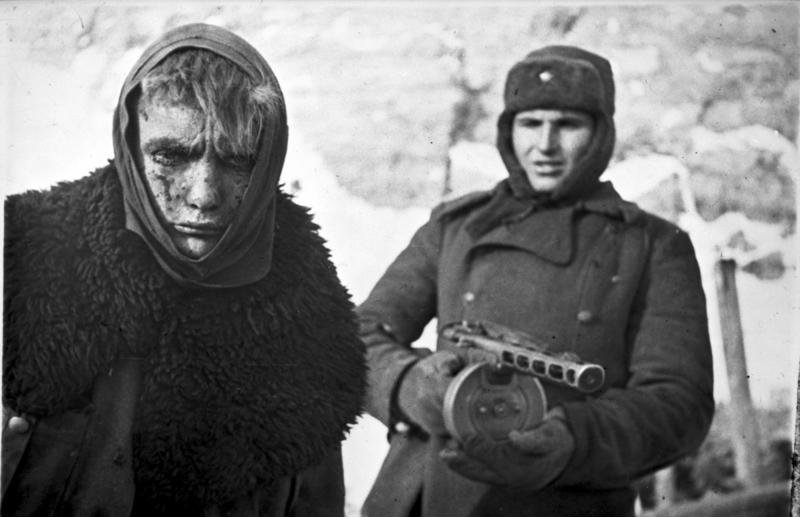
PPSh-41 được thấy trên tay của một người lính Hồng quân đang áp giải một tù binh Đức sau Trận Stalingrad năm 1943.

## Lịch sử
Năm 1934, Liên Xô bắt đầu thiết kế khẩu tiểu liên PPD-34, loại súng tiểu liên này sử dụng loại đạn mới nghiên cứu là 7.62×25mm Tokarev. PPD-34 được chính thức đưa vào sử dụng trong Hồng quân từ năm 1935, nhưng chỉ trang bị một số lượng nhỏ cho lực lượng an ninh, biên phòng và Bộ Dân ủy Nội vụ NKVD của Liên Xô. Do vậy, tới năm 1940, hầu hết bộ binh Liên Xô vẫn chỉ được trang bị súng trường Mosin-Nagant. Ngoài ra, một số lính được trang bị súng trường bán tự động SVT-40.
Trong Chiến tranh Liên Xô - Phần Lan (1939 - 1940), súng tiểu liên Suomi KP-31 của Phần Lan với ưu thế nhỏ gọn, cơ động đã chứng tỏ ưu thế khi tác chiến khu vực có không gian chật hẹp. Băng đạn trống 71 viên của nó sau đó đã được Liên Xô sao chép và sử dụng cho súng tiểu liên PPD-40 và PPSh-41
Tại những khu vực này, súng trường Mosin-Nagant, súng trường bán tự động SVT-40 và trung liên DP-28 gần như tỏ ra vô dụng trong tác chiến cự ly gần do nặng nề. Hơn nữa, súng trường Mosin-Nagant lại có tốc độ bắn quá chậm, chỉ khoảng 10 - 15 phát/phút.
Từ thực tế này, lãnh đạo Hồng quân quyết định phải trang bị số lượng lớn súng tiểu liên cho quân đội. Tuy nhiên, việc sản xuất số lượng lớn súng tiểu liên PPD-40 để trang bị cho toàn bộ quân đội gặp nhiều khó khăn. Vì vậy, PPSh-41 được thiết kế nhằm đáp ứng cho việc thay thế PPD-40.
Dự án thiết kế PPSh-41 được triển khai vào giữa năm 1940 bởi Georgy Semyonovich Shpagin. Trước đó, Shpagin đã nổi tiếng trong Hồng quân khi là người đã cải tiến cơ chế nạp đạn của khẩu DShK vào năm 1938Vầo tháng chín năm  1940 Shpagin đã phát triển một bản mẫu của khẩu PPSh với một chóp bù giật đơn giản để giảm sức giật của khẩu súng, điều này đã giúp độ chụm của khẩu súng cải thiện 70% so với khẩu PPD. Những nơi đầu tiên sản xuất súng là các nhà máy quân khí ở thủ đô Moskva. Đến tháng 6 năm 1941, khoảng vài trăm khẩu đã được sản xuất thử. Đến cuối năm 1941, 155.000 khẩu đã được xuất xưởng. Tới mùa xuân năm 1942, trung bình mỗi ngày có khoảng 3,069 khẩu PPSh-41 được xuất xưởng. Khẩu PPSh-41 chỉ có 87 chi tiết (so với 95 chi tiết của khẩu PPD-40) và chỉ tốn 5,6 giờ gia công cho mỗi khẩu.Việc sản xuát nòng được đơn giản hóa bằng cách lấy nòng của Mosin–Nagant: nòng được cưa làm đôi và hai chiếc nòng được hoàn thành sau khi gia công đôi chút để tạo buồng đạn lớp với cỡ đạn 7.62×25mm Tokarev .
Liên Xô đẫ sản xuất hơn 5 triệu khẩu PPSh-41 cho đến cuối Thế chiến 2. Hồng quân thường trang bị cả trung đội, hoặc thậm chí cả đại đội với khẩu súng này, giúp họ có hỏa lực tầm gần vô đối. Hàng nghìn khẩu cũng được thả dù xuống sau lưng quân địch để tiếp tế cho các nhóm du kích Liên Xô đánh phá kho tàng, đường xá và các tuyến vận tải của phe Trục.
Đến hết cuộc chiến, hơn 6 triệu khẩu PPSh-41 đã được sản xuất (để so sánh, khẩu MP-40 của Đức Quốc xã chỉ sản xuất được hơn 1 triệu khẩu trong suốt chiến tranh).

## Đặc điểm, cấu tạo và tính năng
Mọi loại súng tiểu liên trước và trong Thế chiến thứ hai đều có cấu tạo khá đơn giản. Thậm chí nếu so sánh về mức độ phức tạp trong tính toán thiết kế, súng ngắn liên thanh còn đơn giản hơn súng kíp nòng trơn. Hầu hết súng tiểu liên thời đó đều hoạt động bằng cơ cấu blowback - cơ cấu chuyển động đơn giản nhất của các loại súng bộ binh. PPSh-41 cũng như vậy.
Ngoài thiết kế đơn giản, dễ chế tạo và dễ sử dụng, PPSh-41 không đòi hỏi gia công bằng các phương pháp phức tạp và tốn kém. Hàng triệu khẩu PPSh-41 đã được sản xuất với số lượng lớn tại các nhà máy sản xuất vũ khí, kể cả khi các nhà máy này phải sơ tán ra phía sau dãy núi Ural khi phát xít Đức tràn vào xâm lược lãnh thổ Liên Xô vào năm 1941.
Đạn 7.62x25mm Tokarev có đường đạn và khả năng xuyên phá tốt hơn nhiều so với đạn 9x19mm Parabellum của Đức hoặc đạn.45 ACP (11.43x23mm) của Hoa Kỳ. Đạn là một phiên bản nâng cấp từ đạn súng ngắn 7.63×25mm Mauser. Có thể nói nền móng thành công của 7,62x25mm Tokarev là 7.63×25mm Mauser. Vỏ đạn cổ thắt, có gờ móc đạn, rất thích hợp cho các súng tự động. Đầu đạn dài, được thiết kế kỹ lưỡng cho đường đạn ngoài tốt nhất có thể. Thuốc súng là loại viên định hình bền chắc, áp suất thấp giảm chậm, tương tự như thuốc đạn súng trường chiến đấu 7.92x57mm Mauser và 7.62×54mmR. Có thể nói, đạn 7.63×25mm Mauser và 7.62×25mm Tokarev được thiết kế bằng cách rút ngắn chiều dài đạn súng trường để trở thành đạn súng ngắn.  Đạn cũng ưu việt hơn nhiều so với các loại đạn phổ biến lúc đó như 9x19mm Parabellum. Một loại đạn nổi tiếng khác là đạn 7.62×39mm M43 cũng được thiết kế theo tiêu chí rút ngắn đạn súng trường.
Với đạn 7.62×25mm Tokarev, PPSh-41 đạt tầm bắn chính xác tới 200m với nòng dài 269mm. Trong khi đó, MP-40 của Đức Quốc xã dùng đạn 9×19mm Parabellum có nòng dài tương đương (251mm) chỉ dừng lại ở mức 100 - 150 mét. Khẩu Thompson của Mỹ dùng đạn .45 ACP với nòng dài 270mm thậm chí còn kém hơn nữa, chỉ đạt 50 - 100 mét.
Ngoài ưu thế về lượng đạn, PPSh-41 còn có tốc độ bắn lên tới 900 phát/phút, tạo ra ưu thế hỏa lực chế áp tầm gần. Điều này được củng cố bởi hộp tiếp đạn dạng trống chứa được tới 71 viên, làm tăng khả năng duy trì hỏa lực, hạn chế thời gian phải nạp lại đạn. Thời đó, trong biên chế một tiểu đội Liên Xô có từ một tới hai súng tiểu liên PPSh-41, còn lại là súng trường Mosin-Nagant, SVT-40 và súng máy hạng nhẹ Degtyarov DP. Khi xung phong, nhất là trong trường hợp tấn công vào chiến hào hoặc những địa hình chật hẹp, do súng trường chiến đấu như Mosin-Nagant bắn quá chậm, trong khi súng máy thường nặng và có độ giật tương đối cao, những binh sĩ mang các loại súng này khó có thể xoay sở đủ nhanh với các tình huống phát sinh đột ngột thường xảy ra. Súng ngắn liên thanh trong giai đoạn chưa xuất hiện súng trường tấn công là một lựa chọn tối ưu, và thực sự chúng được phát minh cho việc xung phong đánh cận chiến. Thậm chí ngày nay, các loại súng ngắn liên thanh vẫn chiếm lợi thế khi chiến đấu trong các công trình nhỏ hẹp vì nhỏ gọn, độ giật thấp.
Tuy nhiên, do hạn chế về vật liệu, loại hộp tiếp đạn tròn 71 viên khá nặng, nên phải dùng thép dày 0,5mm làm vỏ để giảm trọng lượng. Vỏ hộp tiếp đạn mỏng làm hộp tiếp đạn dễ bị biến dạng do va chạm, làm kẹt lò xo xoay cần đẩy đạn. Chính lò xo này cũng khá yếu do Liên Xô lúc đó rất khan hiếm vật liệu tốt. Trong khi thiết kế súng, Shpagin đã để thừa một viên, hay đúng hơn là sức đàn hồi cao nhất của lò xo có thể đẩy được 71 viên đạn. Sau đó, ông khuyến cáo các binh sĩ không nên nạp đầy 71 viên để lò xo không phải làm việc hết sức, duy trì tuổi thọ. Súng đã nạp băng đạn tròn 71 viên khá nặng (5,45 kg), vì vậy, loại hộp tiếp đạn cong 35 viên cho PPSh-41 đã ra đời để khắc phục nhược điểm này. Mặc dù băng đạn cong chứa được ít đạn hơn, nhưng nó nhẹ và bền hơn, việc thay băng đạn cũng nhanh và tiện hơn so với băng đạn tròn 71 viên. Mặt khác, loại hộp tiếp đạn này giúp xạ thủ thoải mái hơn, có thể dùng hộp tiếp đạn như tay cầm trước. Tuy nhiên, khả năng mang nhiều đạn của loại hộp tiếp đạn 71 viên vẫn được các binh sĩ ưa chuộng. Những người lính Hồng quân thường lắp sẵn một hộp tiếp đạn loại 71 viên vào súng trước khi xung phong hoặc thâm nhập vào những nơi chật hẹp, khi bắn hết hộp đạn 71 viên này thì họ sẽ chuyển sang dùng lần lượt các hộp đạn 35 viên được đeo sẵn bên người.
Về dáng súng, PPSh-41 vẫn mang đặc điểm từ khẩu MP-18 của Đế quốc Đức (cũ) là báng gỗ gắn liền với hộp khóa nòng, có cổ báng súng làm vị trí tay cầm sau, khiến cho tư thế ngắm không được thoải mái, chưa áp dụng thiết kế tay cầm riêng biệt như khẩu MP-40 của Đức Quốc xã hay khẩu Thompson của Hoa Kỳ. Thay vì phải có tay cầm ở phía trước cửa lắp hộp tiếp đạn để xạ thủ có thể giữ súng thoải mái, chắc chắn, có tư thế tốt để tận dụng ưu thế đường đạn, xạ thủ PPSh-41 phải giữ tay ở vị trí dưới hộp tiếp đạn, gần cổ báng súng, hoặc giữ hộp tiếp đạn. Mặc dù nòng súng có bọc lồng thép ngoài đề phòng nguy cơ xạ thủ bị bỏng do tiếp xúc với nòng súng, nhưng không thể dùng bộ phận này thay ốp lót tay cầm trước vì nó không có chức năng cách nhiệt. Thực ra, việc bố trí tay cầm trước đối với PPSh-41 là bất khả thi vì hộp tiếp đạn hình trống khá to làm tư thế nâng súng bị vướng. Các loại súng tiểu liên thời kỳ đầu đều có máy súng rất dài. Các mẫu súng phổ biến là PPSh-41, MP-40 và Thompson M1A1 có tỷ lệ chiều dài thân súng (hộp khóa nòng của súng) - nòng súng vào khoảng 1:1, do đó khẩu súng khá dài. PPSh-41 không có thiết kế đẩy cụm cò và vị trí cầm sau về gần cửa lắp hộp tiếp đạn (kéo theo báng được đẩy về trước để duy trì chiều dài báng vừa phải) để rút ngắn chiều dài toàn bộ khẩu súng như súng tiểu liên Thompson, nên khoảng cách giữa vị trí cầm trước (nếu có) và đế báng súng tì vào vai khá xa nhau, tương đương với khoảng cách của súng trường. Khoảng cách như vậy chỉ thích hợp cho súng trường cần kiểm soát tốt góc để ngắm xa, nhưng sẽ làm mất ưu thế linh hoạt khi chiến đấu tầm gần và rất gần. 
Thompson M1928 và M1A1 được Hoa Kỳ chấp nhận trang bị làm súng tiểu liên chủ lực của Quân đội Hoa Kỳ và họ đem viện trợ với số lượng khá lớn cho Liên Xô trong giai đoạn đầu của Chiến tranh thế giới thứ hai. Súng Thompson có dáng súng rất thành công khi hỗ trợ cả linh hoạt tầm gần và kiểm soát góc tầm trung. Nhưng Thompson dùng loại đạn .45 ACP có đầu đạn nặng, sơ tốc đạn thấp, đường đạn kém, nên chỉ thích hợp cho việc chiến đấu ở tầm rất gần (dưới 50 mét), trong khi PPSh-41 cho khả năng bắn chính xác tới 150 - 200 mét với loại đạn 7.62x25mm Tokarev. Thompson cũng không có tốc độ bắn cao như PPSh-41 và không lắp được hộp tiếp đạn 50 viên như ở phiên bản M1A1 Thompson . Với trọng lượng 4,9 kg (khi chưa nạp đạn) và chỉ có hộp tiếp đạn 30 viên, súng kém hơn cả PPSh-41 và MP-40 về tỉ lệ trọng lượng - tính năng chiến đấu. Những người lính Hồng quân tỏ ra không ưa thích loại súng bộ binh được Hoa Kỳ viện trợ, nếu được lựa chọn thì họ thích sử dụng súng sản xuất nội địa hơn, hoặc nếu không thì họ cũng thích sử dụng những khẩu súng chiến lợi phẩm thu được từ tay phát xít Đức hơn (điển hình như MP-40 vì loại súng tiểu liên này tuy chưa thể sánh được với PPSh-41, nhưng nó vẫn có một số điểm vượt trội so với súng Thompson của Hoa Kỳ).
Súng tiểu liên MP-40 tiêu chuẩn của Đức Quốc xã có dáng súng của súng ngắn liên thanh. Súng cũng có báng và tay cầm sau tách rời nhau. Vị trí tay cầm trước chính là hộp tiếp đạn. Kiểu cầm súng này cộng với báng gập bằng thép giúp cho súng trở nên nhỏ gọn, có lợi thế trong việc chiến đấu tầm gần, nhất là khả năng xoay trở trong các khu vực chật hẹp. Với tầm bắn chính xác tới 100 mét, xạ thủ không cần phải quan tâm tới tư thế bắn cần kiểm soát hướng đối với mục tiêu ở cự li xa hơn. Đây là khẩu súng tiểu liên thành công nhất của Đức trong phương diện thiết kế dáng súng, tận dụng tốt đường đạn và đáp ứng được yêu cầu kỹ chiến thuật cơ bản của súng tiểu liên. Dù vậy, MP-40 vẫn chưa thể sánh bằng PPSh-41 về độ bền, tốc độ bắn và khả năng gây sát thương, và lịch sử cũng ghi nhận rất nhiều trường hợp lính Đức bỏ khẩu MP-40 của mình để quay qua sử dụng những khẩu PPSh-41 chiến lợi phẩm mà họ thu được từ lính Hồng quân. Thậm chí một số lượng súng PPSh-41 dùng đạn 9x19mm Parabellum do Đức cải tiến đã xuất xưởng và được sử dụng ở Mặt trận phía Đông. Đại úy kỹ sư Aleksey I. Sudayev đã áp dụng dáng súng của MP-40 vào thiết kế của ông và cho ra đời khẩu tiểu liên PPS-43, một phiên bản gọn nhẹ, đơn giản, dễ sử dụng và rẻ tiền hơn so với PPSh-41, nhưng vẫn duy trì được các tính năng bắn, sự bền bỉ và độ tin cậy vốn có từ PPSh-41.

## Các quốc Gia Sử dụng
- Albania[16]
- Áo
- Ba Lan
- Bénin
- Cuba[17]
- Đức Quốc xã: Sử dụng những khẩu PPSh-41 chiến lợi phẩm tịch thu từ Liên Xô và cải tiến một số ít khẩu PPSh-41 thu được sang cỡ đạn 9×19mm Parabellum. Được gọi là Mp(Maschinenpistole) 717(r)
- Đông Đức
- Tây Ban Nha: Tịch thu và sử dụng trong Thế chiến II
- Guinée[16]
- Hungary: Sử dụng PPSh-41 tịch thu từ Liên Xô.[18].
- Iran
- Lào[16]
- Liên Xô: Bắt đầu trang bị năm 1942[19].
- Maroc
- Mông Cổ
- Mozambique : Sử dụng PPSh-41 do Liên Xô cung cấp.
- Nicaragua
- Israel Tịch thu từ phát xít Đức đang sử dụng PPSh-41 của Liên Xô
- Phần Lan: Sử dụng PPSh-41 tịch thu từ Liên Xô.
- Bắc Triều Tiên: Sản xuất có giấy phép của Liên Xô của súng tiểu liên PPSh-41 với tên mã Kiểu 49 (Type 49)[20].
- Hàn Quốc Tịch thu từ quân đội Cộng Sản Bắc Triều Tiên và lẫn Trung Quốc trong Chiến tranh Triều Tiên.
- Trung Quốc: Sản xuất PPSh-41 dưới cái tên Kiểu 50 (Type 50)[19].
- Việt Nam: Quốc phòng Việt Nam nâng cấp súng tiểu liên PPSh-41 thành súng tiểu liên K-50M. Lưu trữ ngày 24 tháng 6 năm 2021 tại Wayback Machine Tiểu liên K-50M được biên chế cho các đại đoàn Quân đội Nhân dân Việt Nam trong Chiến dịch Điện Biên Phủ và cho đến nay ta vẫn nâng cấp PPSh-41 thành K-50M đời mới.

## Các phiên bản
- Kiểu 50 (Type 50): Phiên bản PPSh-41 do Trung Quốc sản xuất lậu theo mẫu PPSh-41 của Liên Xô. Type 50 chỉ có thể dùng được loại hộp tiếp đạn cong 35 viên.
- Kiểu 49 (Type 49): Phiên bản PPSh-41 do Cộng hòa Dân chủ Nhân dân Triều Tiên sản xuất với giấy phép được cấp từ Liên Xô trong Chiến tranh Triều Tiên. Type 49 chỉ có thể sử dụng được hộp tiếp đạn tròn 71 viên.[20]
- K-50M: Phiên bản PPSh-41 được Quân đội Nhân dân Việt Nam cải tiến trực tiếp từ những khẩu PPSh-41 của Liên Xô và Type 50 của Trung Quốc được viện trợ với số lượng lớn cho ta trong Chiến tranh Đông Dương lần thứ nhất và Chiến tranh Việt Nam. Có phần nòng ngắn hơn và có đầu ruồi phía trước được thiết kế theo kiểu của khẩu tiểu liên MAT-49 của Pháp.[21] Ngoài ra còn có chuôi cầm phía sau và báng gấp.[22] Khẩu này nhẹ hơn 500g so với PPSh-41 bản gốc.[23] Phiên bản K-50M của Quân đội Nhân dân Việt Nam sử dụng hộp tiếp đạn cong 35 viên.[22]
- MP41(r): Phiên bản PPSh-41 bắn đạn 9×19mm Parabellum của Đức.
- MP717(r): PPSh-41 bị Đức Quốc xã tịch thu, nhưng không có sự chuyển đổi cỡ đạn mà cùng sử dụng như khẩu MP-41 do Đức sản xuất.
- SKL-41: Một phiên bản thể thao xuất hiện ở thị trường Đức từ năm 2008. Chỉ có chế độ bắn bán tự động, dùng đạn 9x19mm Parabellum.
- PPS-50: Một phiên bản thể thao bán tự động được sản xuất tại Ý, sử dụng cỡ đạn .22LR.